# کارگران در ایران

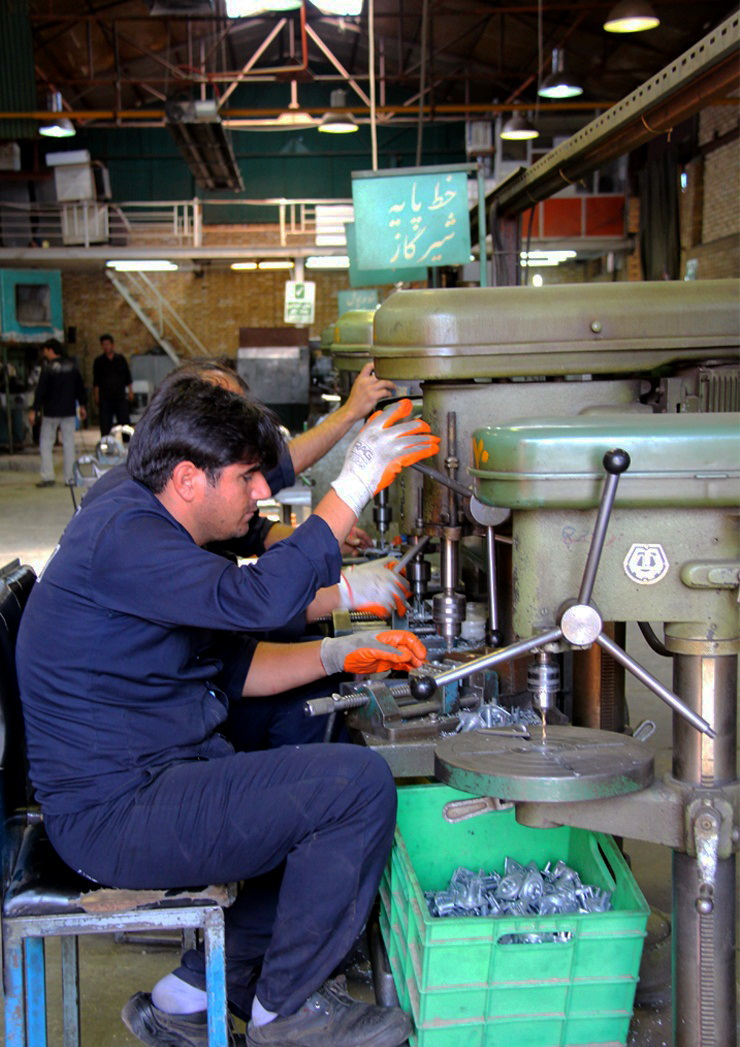
کارگران یک کارخانهٔ تولیدکننده وسایل گازسوز خانگی در نیشابور، خراسان.

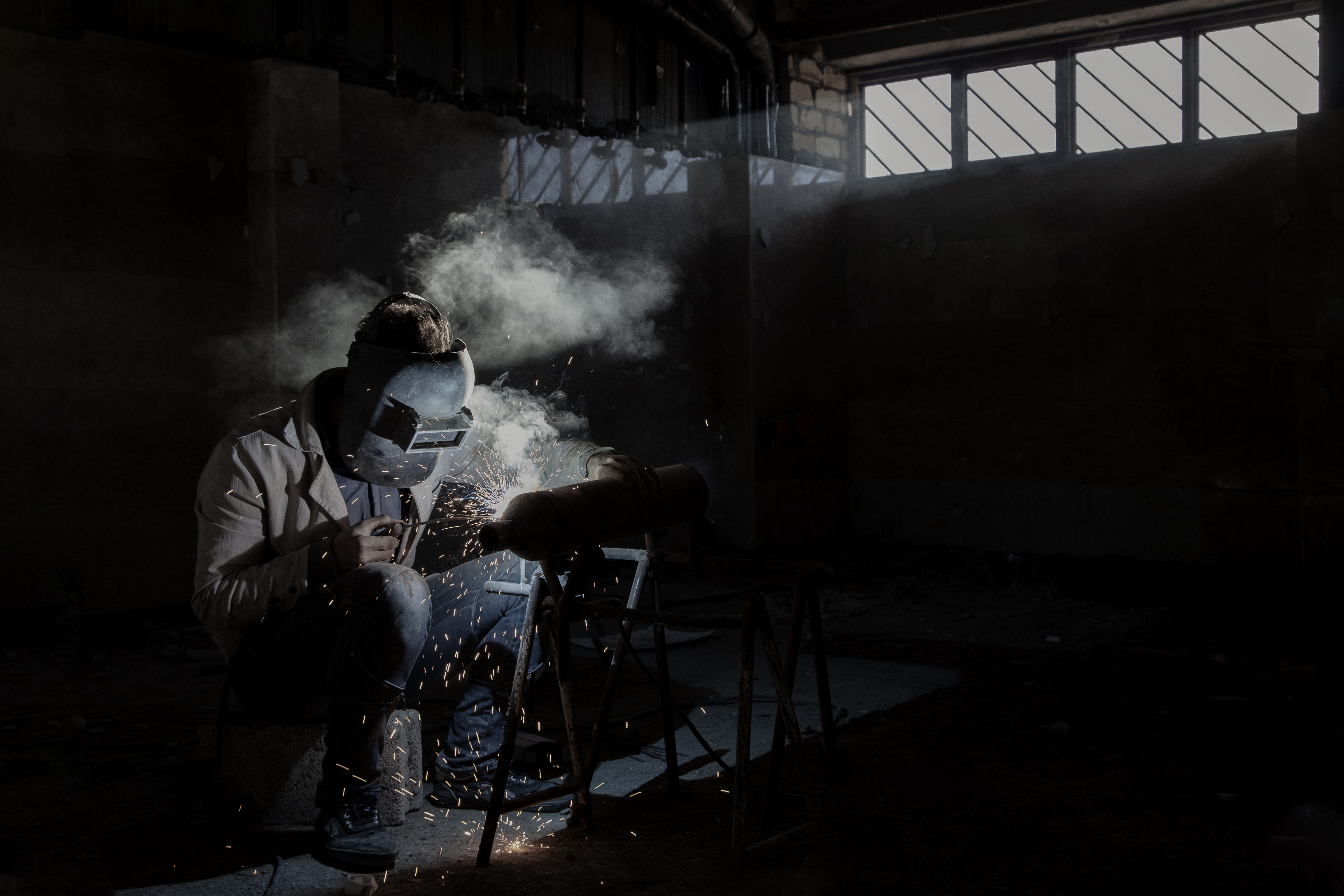
یک کارگر جوشکار ساختمانی

کارگران در ایران بخشی انسانی از نیروی کار در کشور ایران‌اند که در بخش‌های گوناگون تولید یا خدمات مطابق تعاریف قانون مشغول می‌باشند و جمعیت آنان بیش از ۱۰ میلیون نفر است، حدود ۱۲ درصد کل جمعیت. (جمعیت کشور ایران ۸۷٫۹۲ میلیون نفر است).
 طبق اصل اصل سی و یکم قانون اساسی ایران، داشتن مسکن و بیمه حقِّ کارگران است که دولت ایران موظف است آن را اجرا کند. طبق تعریف قانون کار ایران، کارگر «کسی است که به هر عنوان در مقابل دریافت حق‌السعی اعم از مزد، حقوق، سهم سود و سایر مزایا به درخواست کارفرما کار می‌کند.» و «مشمول قانون استخدام کشوری یا سایر قوانین و مقررات خاص استخدامی نبوده و نیز در زمره کارگران کارگاه‌های خانوادگی نیز نباشد» بخش خصوصی اقتصاد ایران به‌ویژه در تهران، کارگران را به دو دستهٔ کلی «ساده» و «ماهر» می‌شناسد و بر این پایه استخدام می‌کند.

## حقوق و دستمزد کارگران
- تعیین میزان دستمزد روزانه، ماهانه و ساعتی
- افزایش حقوق، بن کارگری، حق مسکن و حق تأهل
- محاسبه عیدی و پاداش سالانه

## معیشت و شرایط اقتصادی کارگران
- سبد معیشتی و هزینه‌های زندگی در مقابل دستمزد
- تأثیر تورم و نوسانات اقتصادی بر قدرت خرید
- مباحث مربوط به حق خواربار و معیشت خانوار کارگری

## بیمه و بازنشستگی
- نحوه محاسبه حقوق بازنشستگی و تغییرات در فرمول‌های محاسباتی
- پرداخت حق بیمه و سهم‌های کارگر و کارفرما
- سیاست‌های حمایت از بازنشستگان کارگری

## شرایط کاری و ایمنی
- مسائل مرتبط با ایمنی محل کار و استانداردهای بهداشتی
- شرایط کار در صنایع مختلف مانند ساختمانی، معدن و فولاد
- جلسات و توصیه‌های شورای عالی کار برای بهبود شرایط کاری

## مباحث قانونی و تغییرات در قانون کار
- تغییرات و اصلاحات پیشنهادی در قوانین کار و مقررات مرتبط
- نظرات نمایندگان کارگری و کارفرمایی دربارهٔ قوانین جدید
- نقش کمیته‌های مزد و شورای عالی کار در تعیین سیاست‌های دستمزدی

## اعتراضات و تحصن‌های کارگری
- تظاهرات و اعتصابات در اعتراض به وضعیت اقتصادی و شرایط کاری
- تجمعات اعتراضی کارگران در شهرهای مختلف
- واکنش‌های دولتی و سیاست‌های اعمال شده در برابر اعتراضات